# Emil Platen
Emil Platen (* 16. September 1925 in Düsseldorf) ist ein deutscher Musikwissenschaftler und Dirigent.

## Leben
Platen erhielt ersten Musikunterricht an der Jugendmusikschule Düsseldorf in den Fächern Violine und Musiktheorie/Komposition (bei dem Reger-Schüler Otto Leonhardt). Nach Arbeits- und Kriegsdienst (1943–45) immatrikulierte er sich 1946 an der Universität zu Köln im Fach Musikwissenschaft, wechselte 1947 an die Nordwestdeutsche Musikakademie Detmold, wo er Komposition bei Wilhelm Maler, Bratsche bei Hermann Hirschfelder und Chorleitung bei Kurt Thomas studierte. Nach dem Examen als Chordirigent nahm er 1951 an der Universität Bonn das musikwissenschaftliche Studium wieder auf, das er 1957 mit einer Dissertation über die „Chorischen Choralbearbeitungen von Joh. Seb. Bach“ und der Promotion zum Dr. phil abschloss. Während der Studienzeit war er als Bratschist freier Mitarbeiter in verschiedenen Ensembles in Bonn und am Westdeutschen Rundfunk Köln. Weitere Stationen seines beruflichen Werdegangs waren: 1959 Wissenschaftlicher Mitarbeiter im Beethoven-Archiv Bonn, 1963 Akademischer Musikdirektor und 1971 Honorarprofessor für Musikwissenschaft an der Universität Bonn. 1969 gründete er zusammen mit Hans-Josef Menke das Landesjugendorchester Nordrhein-Westfalen. Nach der Pensionierung war er von 1994 bis 2003 als Lehrbeauftragter für Musikgeschichte an der Hochschule für Musik Köln tätig.
Mit dem Collegium musicum Bonn der Rheinischen-Friedrich-Wilhelms-Universität Bonn, das er selbst 1953 gegründet hatte, unternahm er zahlreiche Konzertreisen in Europa und nach Übersee.
Schwerpunkt seiner Forschungen sind die Formenlehre der Musik und die Werke J. S. Bachs und L. van Beethovens.

## Auszeichnungen
- 2018 Verleihung der „Silbernen Stimmgabel“ durch den Landesmusikrat Nordrhein-Westfalen.[2]

## Veröffentlichungen (in Auswahl)
- Untersuchungen zur Struktur der chorischen Choralbearbeitung Johann Sebastian Bachs, Diss. Bonn 1957,
- Die Matthäus-Passion von Johann Sebastian Bach. Werkeinführung, München und Kassel 1991, 4. verb. u. erg. Aufl. 2012
- Studien zu Bach und Beethoven, Chemnitz 2000.
- Ludwig van Beethoven, Hrsg. mehrerer Bände der Urtextausgabe und Gesamtausgabe. München: Henle